# 代恩哈特
代恩哈特（Dainhat），是印度西孟加拉邦Barddhaman县的一个城镇。总人口22593（2001年）。

## 人口
该地2001年总人口22593人，其中男性11461人，女性11132人；0—6岁人口2785人，其中男1354人，女1431人；识字率65.75%，其中男性为72.34%，女性为58.96%。